# Escoublac
Escoublac est au XXIe siècle un quartier de la commune de La Baule-Escoublac, dans le département français de la Loire-Atlantique. Le quartier possède une mairie-annexe.
Escoublac est également l'ancien nom de l'actuelle commune de La Baule-Escoublac. Le bourg d'Escoublac a été enseveli par deux fois par les sables.

## Géographie
Le quartier d'Escoublac est situé au nord-est de la commune de La Baule-Escoublac. Il s'est développé le long de la RD 213 ou route bleue et jouxte Saint-André-des-Eaux, Guérande et La Baule-les-Pins dont il est séparé par la forêt d'Escoublac.
Jusqu'en 1900, Escoublac s'étend à l'est jusqu'à l'étier dit « de Pornichet » — situé à l'emplacement de l'actuel boulevard de la République de la commune de Pornichet — où elle est alors limitrophe de Saint-Nazaire ; lors de la création de la commune de Pornichet, celle-ci reçoit 97 hectares du territoire d'Escoublac, soit la portion de la plage jusqu'au pont de Mazy (supprimé depuis) et quelques dizaines de mètres en arrière, qui forment le quartier du Mazy.
| - OpenStreetMap Escoublac sur la carte de Cassini. - Morphologie de la commune de La Baule-Escoublac. |

## Histoire

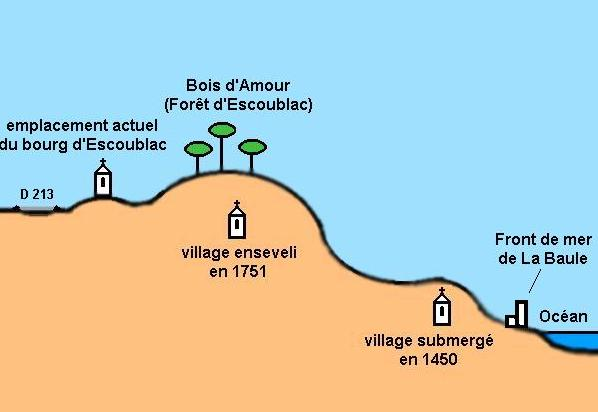
Emplacements successifs du bourg d'Escoublac.

Escoublac et Saint-André-des-Eaux ont été réunis avant 1287.
Escoublac est un village également attesté au XVe siècle ; en 1426, 164 feux y sont recensés.
Il semble que le village originel ait été établi en bordure de mer, mais il est déjà déplacé plus au nord, au XVIe siècle, à proximité d'une  chapelle placée sous la responsabilité des bénédictins de Saint-Florent-le-Vieil depuis 1073 ; c’est la première marque du péril d’ensablement qui soit attestée.
Sous le sable de la dune de la forêt d'Escoublac sont ensevelis les anciens bourgs d'Escoublac, successivement dévastés par un raz-de-marée en 1450, puis par le séisme et la très violente tempête du 4 mars 1751. Une croix dans la forêt marque l'emplacement du bourg en 1751.
En 1781, l’usage de l’église paroissiale, à demi-engloutie par le sable fin — « la cendre de mer » soulevée par le vent marin —, est interdit par l’évêque de Nantes. Jusque-là, « les fidèles descendaient par une fenêtre dans la nef pour y entendre les offices ». Les maisons du village souffrant du même problème d’ensablement, le village se transporte une nouvelle fois plus au nord, à l’endroit où il est actuellement implanté.
Un décret de 1810 autorise les préfets à prendre des mesures de fixation de dunes. Plusieurs initiatives de plantations sont tentées à partir de 1820, toutes infructueuses étant donné la surface à aménager — 647 ha —, la violence des vents et l’instabilité des terrains.
Il faut attendre 1860 pour que les efforts de deux investisseurs, Jacques-Yves Berthault et Benoît, soient enfin couronnés de succès. Diverses essences ont été nécessaires pour fixer les sables : Pin maritime (Pinus pinaster), Aulne (Alnus), Peuplier (Populus), puis Hêtre commun (Fagus sylvatica), Chêne vert ((Quercus ilex), Houx (Ilex aquifolium), If (Taxus) et Robinier faux-acacia (Robinia pseudoacacia).
En 1901, Escoublac concède une partie de son territoire pour la création de la commune de Pornichet.

## Toponymie
Le nom de la localité est attesté en 1050 sous la forme latinisée de Scublaco, Escoplac en 1073 et Escoublac dès 1287. Elle prend ensuite le nom d'Escoublac-La Baule jusqu'au 13 novembre 1961, date à laquelle elle devient, à une courte majorité du conseil municipal, La Baule-Escoublac. La décision est entérinée par le décret du 10 mai 1962.
Le toponyme Escoublac est le résultat d'une formation toponymique gauloise en -acum, dont le premier élément Scubl- / Escopl- représente le nom de personne gaulois Scopilus.
L'étymologie « Ecclesia Episcopi Lacus quam lingua britannica Escoplac uocant » c'est-à-dire « l'église du lac de l'évêque, qu'en langue bretonne on appelle Escoplac » est une fantaisie de clerc. Cependant, il est probable que le toponyme ait été compris Escop-lac par les Bretonnants. Cette étymologie populaire n'est pas reprise dans le nom breton moderne de la commune Skoubleg qui renvoie directement au nom gaulois (le suffixe -acum < gaulois -acon, tout comme le suffixe vieux breton -oc > breton -ec > -eg, remontent tous deux au celtique commun *-āko-).
L'homonymie avec Écublé (Eure-et-Loir, Escublé vers 1250) et Écublei est mentionnée par le dictionnaire étymologique des noms de lieu en France (Orne, Escublaio au XIe siècle, Scublacum, sans date). L'évolution d’Escoublac aurait dû se faire également en *Écublé, mais la langue bretonne a influencé la transformation phonétique qui s'est différenciée de l'évolution romane régulière.
C’est à partir du 10 mai 1925, date de l’élection du maire Roger de Lapeyrouse (d), que le conseil municipal d’Escoublac décide d’ajouter le nom La Baule à celui de la commune. Il s’agit en fait de l’officialisation du nom choisi le 1er juillet 1924, date du classement de la commune en station climatique. Escoublac-la-Baule devient, le 13 novembre 1961, à une courte majorité du conseil municipal, La Baule-Escoublac. La décision est entérinée par le décret du 16 mai 1962,. La Baule était depuis longtemps la dénomination usuelle de la station balnéaire.

## Équipements et services publics

### Administration
Une mairie annexe se dresse sur l'avenue Henri-Bertho. Elle offre également les services d'une agence postale et fait partie des bureaux de vote de la commune.

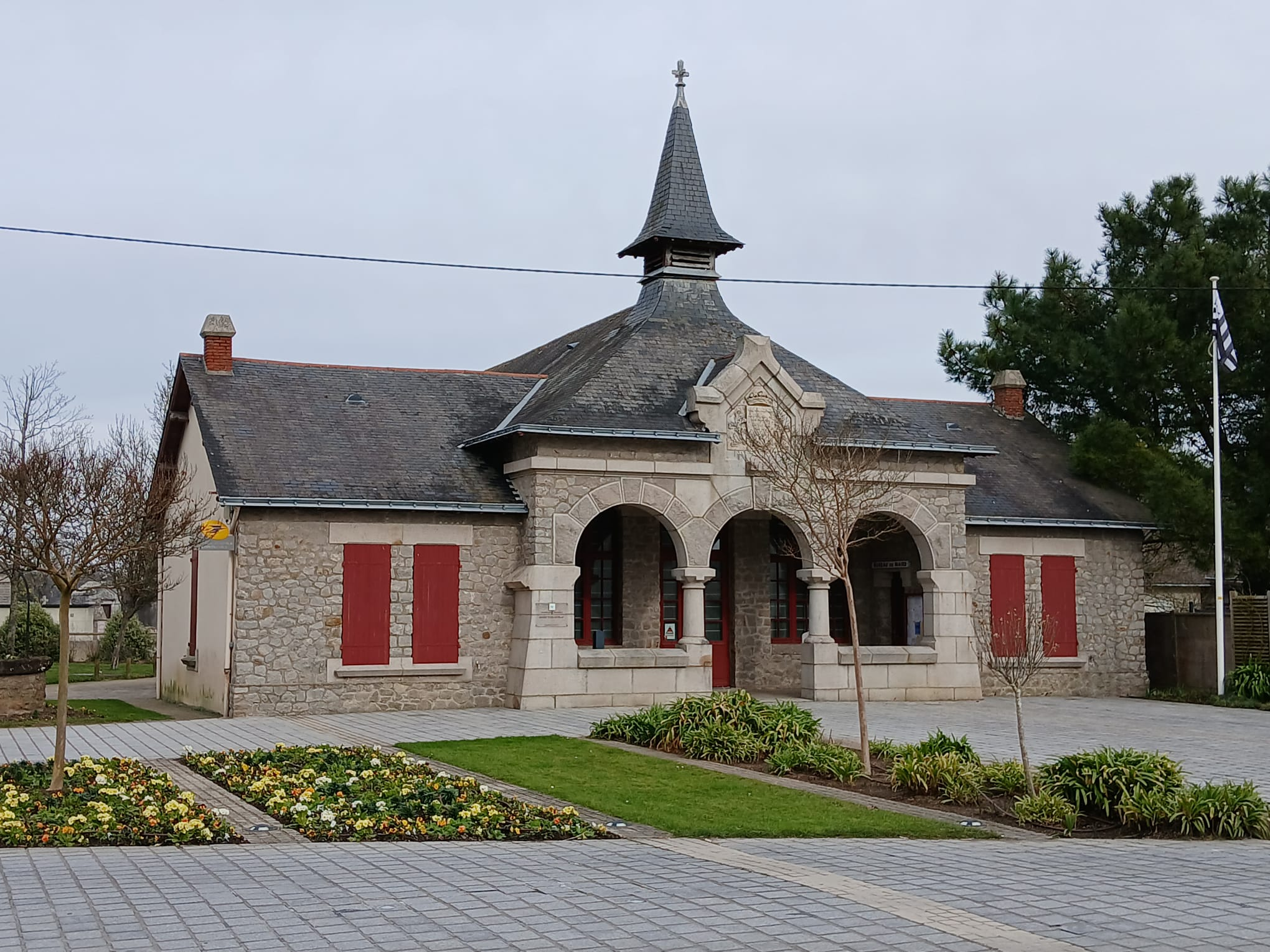
Mairie d'Escoublac et bureau de poste.

### Enfance
L'école du Bois Robin assure un accueil périscolaire, géré par l'association Périscolaire-La Baule.

### Enseignement
Le groupe scolaire public du Bois Robin propose un enseignement primaire et élémentaire. Le groupe scolaire dispose d'une cuisine qui prépare les repas de l'ensemble des restaurants scolaires des écoles publiques de la commune.
L'école du Sacré-Cœur d'Escoublac est un établissement primaire privé, de confession catholique.

### Autres équipements
Le quartier dispose d'un cimetière, situé avenue du commandant Joseph-Durand.

## Population et société

### Sports et loisirs
Le complexe sportif Alain-Burban, rénové en 2011, est une installation à vocation pluridisciplinaire,.

### Cultes

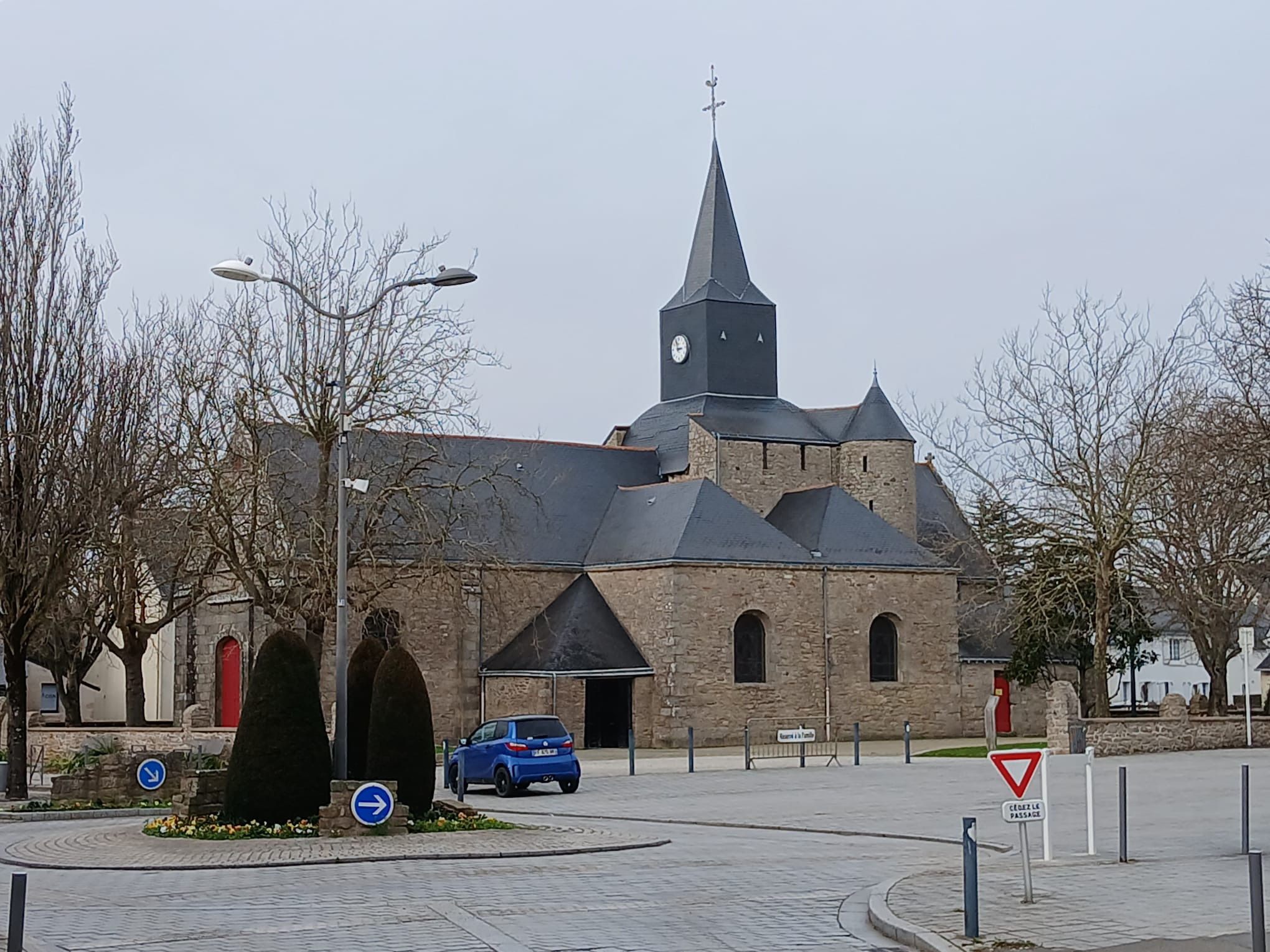
L'église Saint-Pierre.

L'église Saint-Pierre d'Escoublac, avenue Henri-Bertho, accueille les fidèles du culte catholique. Elle fait partie de la paroisse la Trinité d’Escoublac-Pornichet érigée en 2003, qui, outre Saint-Pierre d'Escoublac, regroupe les églises Notre-Dame des Dunes et Saint-Sébastien situées sur la commune de Pornichet. L’église, dédiée à l'apôtre Pierre et construite sur les plans de l’architecte Le Fort, est bénite en 1786.
Elle comprend des éléments de style médiéval telle sa tourelle, et rassemble certains éléments de l'ancienne église enfouie sous les sables, comme quelques vitraux, le maître-autel et certaines statues. Le chemin de croix est de 1935, par le peintre Xavier de Langlais.